# 1197

## أحداث
- فيليب الشوابي يتزوج من إيرين أنجيلينا ابنة الإمبراطور البيزنطي إسحاق الثاني

## مواليد
- مؤيد الدين بن العلقمي
- ضياء الدين بن البيطار المالقي عالم النبات العربي. (توفي 1248 م).
- ابن الشعار.
- أحمد بن حلوان - طبيب، حكيم، وزير، أديب وشاعر شامي.